# Gedangan (Purwodadi)
Gedangan is een bestuurslaag in het regentschap Purworejo van de provincie Midden-Java, Indonesië. Gedangan telt 469 inwoners (volkstelling 2010).